# Uranodoxa
Uranodoxa là một chi bướm đêm thuộc họ Geometridae.